# Ischnurges rosea
Ischnurges rosea là một loài bướm đêm trong họ Crambidae.